# Policy of Truth
"Policy of Truth" é uma canção da banda inglesa Depeche Mode. É o vigésimo quinto single da banda e o terceiro single do álbum Violator.
A capa do single mostram a imagem borrada de uma mulher nua. Os ângulos de câmera e as posições diferem entre as versões em cassete, CD, 7" Vinil e 12" Vinil. Cada uma das capas têm mais de uma foto. A versão em L12 tem uma mulher diferente.
É a única canção do Depeche Mode a ficar mais bem colocada na Billboard Hot 100 (#15) do que na UK Singles Chart (#16).
Entrementes, é um dos maiores clássicos e sucessos da banda, uma elogiada música em muitos aspectos. Tem uma batida eletrônica considerada "extremamente envolvente", misturada com rasgantes "riffs" de guitarra distorcida e uma forte lição de moral; sobre o fardo de sempre dizer a verdade perante todas as situações e enfrentar as conseqüências disso, o que dá o nome ao single de "Policy of Truth", que em português quer dizer "Política da verdade".
Com tudo isso, o single não poderia ser menos que um grande sucesso: Alcançou o primeiro lugar na US Modern Rock e quase alcançou também o primeiro lugar na Hot Dance Club Play.
O seu lado B é "Kaleid" (abreviação de kaleidoscope e significa caleidoscópio, e não collide (colisão)) e foi totalmente produzida pela banda. É um forte techno instrumental. Uma versão foi usada na abertura dos shows da World Violation Tour. O vídeo da música foi dirigido por Anton Corbijn e aparece na coleção em VHS Strange Too.

## Faixas
"7 Mute / Bong19 (Reino Unido)
1. "Policy of Truth" — 5:10
2. "Kaleid" — 4:17

"12 Mute / Bong19 (Reino Unido)
1. "Policy of Truth" [Beat Box Mix Edit] — 7:13
2. "Policy of Truth" [Capitol Mix] — 8:00
3. "Kaleid" [When Worlds Mix] — 5:22

"12 Mute / L12Bong19 (Reino Unido)
1. "Policy of Truth" [Trancentral Mix] — 5:55
2. "Kaleid" [Remix] — 4:36
3. "Policy of Truth" [Pavlov's Dub] — 6:02

CD: Mute / CDBong19 (Reino Unido)
1. "Policy of Truth" [Beat Box Mix Edit] — 6:31
2. "Policy of Truth" [Capitol Mix] — 8:00
3. "Kaleid" [Remix] — 4:36

CD: Mute / CDBong19X (Europa)
1. "Policy of Truth" — 5:10
2. "Kaleid" — 4:17
3. "Policy of Truth" [Beat Box Mix] — 7:13
4. "Policy of Truth" [Capitol Mix] — 8:00
5. "Kaleid" [When Worlds Mix] — 5:22
6. "Policy of Truth" [Trancentral Mix] — 5:55
7. "Kaleid" [Remix] — 4:36
8. "Policy of Truth" [Pavlov's Dub] — 6:02

- O segundo CD é o relançamento de 2004.

CD: Sire/Reprise / 9 21534-2 (EUA)
1. "Policy of Truth" — 5:10
2. "Policy of Truth" [Capitol Mix] — 8:00
3. "Policy of Truth" [Beat Box Mix] — 7:13
4. "Kaleid [Remix]" — 4:36
5. "Policy of Truth" [Pavlov's Dub] — 6:02

- Lançado em 22 de maio de 1990.

## Posição nas paradas musicais
| Parada (1990)                                  | Melhor posição |
| ---------------------------------------------- | -------------- |
| Austrália (ARIA)                               | 143            |
| Bélgica (Ultratop 50 de Flandres)              | 21             |
| Canadá (RPM Top Singles)                       | 14             |
| Europa (Eurochart Hot 100 Singles)             | 21             |
| Finlândia (Suomen virallinen lista)            | 5              |
| França (SNEP)                                  | 31             |
| Irlanda (IRMA)                                 | 11             |
| Itália (Musica e dischi)                       | 5              |
| Países Baixos (Dutch Top 40 Tipparade)         | 14             |
| Países Baixos (Single Top 100)                 | 37             |
| Espanha (AFYVE)                                | 7              |
| Suécia (Sverigetopplistan)                     | 20             |
| Suíça (Schweizer Hitparade)                    | 12             |
| Reino Unido (UK Singles Chart)                 | 16             |
| UK Indie (OCC)                                 | 3              |
| Estados Unidos (Billboard Hot 100)             | 15             |
| Estados Unidos (Billboard Alternative Airplay) | 1              |
| Estados Unidos (Billboard Dance Club Songs)    | 2              |
| Estados Unidos (Billboard Dance Singles Sales) | 1              |
| Estados Unidos (Cash Box) Top 100 Singles      | 17             |
| Alemanha Ocidental (Official German Charts)    | 7              |

| Parada (1990)                                  | Posição |
| ---------------------------------------------- | ------- |
| Europa (Eurochart Hot 100 Singles)             | 91      |
| Estados Unidos (Billboard Alternative Airplay) | 2       |
| Estados Unidos (Billboard Dance Club Songs)    | 35      |
| Estados Unidos (Billboard Dance Singles Sales) | 21      |
| Alemanha Ocidental (Official German Charts)    | 63      |